# Tekst og musikk: Lillebjørn Nilsen
Tekst og musikk: Lillebjørn Nilsen är ett samlingsalbum med Lillebjørn Nilsen. Albumet utgavs 1986 av skivbolaget Grappa Music Group.

## Låtlista
1. "Alexander Kiellands plass" – 3:06
2. "Barn av regnbuen" (Lillebjørn Nilsen/Pete Seeger) – 2:59
3. "By–sommer" – 2:21
4. "Crescendo i gågata" – 2:37
5. "Danse ikke gråte nå" – 2:00
6. "Far har fortalt" – 3:30
7. "Gategutt" (Rudolf Nilsen/Lillebjørn Nilsen) – 1:45
8. "Inni mitt hode" – 3:04
9. "Langt langt borte" – 2:53
10. "Nattestemning fra en by" – 2:15
11. "Ola Tveiten" (Lillebjørn Nilsen/Trad.) – 2:15
12. "Regnet er en venn" – 2:34
13. "Se alltid lyst på livet" – 2:31
14. "Stilleste gutt på sovesal 1" – 4:19
15. "Tanta til Beate" – 3:35

- Alla låtar skrivna av Lillebjørn Nilsen där inget annat anges.

Original-album
Sångarna är hämtade från dessa album:
- Tilbake (1971) – spår 6, 10
- Portrett (1973) – spår 2, 7, 11, 12
- Byen med det store hjertet (1975) – spår 5
- Oslo 3 (1979) – spår 3, 14
- Original Nilsen (1982) – spår 4, 13, 15
- Hilsen Nilsen (1985) – spår 1, 8, 9